# Ка ди Њем (Варезе)
Ка ди Њем је насеље у Италији у округу Варезе, региону Ломбардија.
Према процени из 2011. у насељу је живело 12 становника. Насеље се налази на надморској висини од 344 м.